# Liste der Nummer-eins-Hits in Norwegen (2002)
Diese Liste enthält alle Nummer-eins-Hits in Norwegen im Jahr 2002. Es gab in diesem Jahr neun Nummer-eins-Singles und 19 Nummer-eins-Alben.
| Singles | Alben |
| --- | --- |
| - Anastacia – Paid My Dues - 6 Wochen (50/2001 – 3/2002) - Scooter – Ramp! (The Logical Song) - 2 Wochen (4/2002 – 5/2002) - Shakira – Whenever, Wherever - 10 Wochen (6/2002 – 15/2002, insgesamt 11 Wochen) - a-ha – Forever Not Yours - 3 Wochen (16/2002 – 18/2002) - Shakira – Whenever, Wherever - 1 Woche (19/2002, insgesamt 11 Wochen) - Ronan Keating – If Tomorrow Never Comes - 2 Wochen (20/2002 – 21/2002) - Eminem – Without Me - 3 Wochen (22/2002 – 24/2002) - Elvis Presley versus JXL – A Little Less Conversation - 11 Wochen (25/2002 – 35/2002) - Avril Lavigne – Complicated - 4 Wochen (36/2002 – 39/2002) - Las Ketchup – The Ketchup Song (Aserejé) - 14 Wochen (40/2002 – 1/2003) | - Anastacia – Freak of Nature - 2 Wochen (1/2002 – 2/2002) - Robbie Williams – Swing When You’re Winning - 2 Wochen (3/2002 – 4/2002) - Scooter – Push The Beat For This Jam (The Singles 98-02) - 3 Wochen (5/2002 – 7/2002) - Shakira – Laundry Service - 2 Wochen (8/2002 – 9/2002) - Alanis Morissette – Under Rug Swept - 3 Wochen (10/2002 – 12/2002) - Kaizers Orchestra – Ompa til du dør - 1 Woche (13/2002) - Céline Dion – A New Day Has Come - 3 Wochen (14/2002 – 16/2002) - Kent – Vapen & Ammunition - 2 Wochen (17/2002 – 18/2002, insgesamt 3 Wochen) - a-ha – Lifelines - 4 Wochen (19/2002 – 22/2002) - Eminem – The Eminem Show - 6 Wochen (23/2002 – 28/2002) - Red Hot Chili Peppers – By the Way - 3 Wochen (29/2002 – 31/2002) - Bruce Springsteen – The Rising - 3 Wochen (32/2002 – 34/2002) - Kent – Vapen & Ammunition - 1 Woche (35/2002, insgesamt 3 Wochen) - Coldplay – A Rush of Blood to the Head - 3 Wochen (36/2002 – 38/2002) - Gåte – Jygri - 1 Woche (39/2002) - Beck – Sea Change - 1 Woche (40/2002) - Mark Knopfler – The Ragpicker's Dream - 2 Wochen (41/2002 – 42/2002) - Odd Børretzen & Lars Martin Myhre – Kelner! - 1 Woche (43/2002) - Bjørn Eidsvåg – Tålt - 4 Wochen (44/2002 – 47/2002, insgesamt 8 Wochen) - Robbie Williams – Escapology - 1 Woche (48/2002, insgesamt 7 Wochen; → 2003) - Bjørn Eidsvåg – Tålt - 4 Wochen (49/2002 – 52/2002, insgesamt 8 Wochen) |
| | |

Siehe auch: Nummer-eins-Hits 2002 in  Australien, Belgien, Dänemark, Deutschland, Finnland, Frankreich, Griechenland, Irland, Italien, Japan, Kanada, Mexiko, Neuseeland, den Niederlanden, Österreich, Polen, Portugal, Rumänien, Schweden, der Schweiz, Singapur, Spanien, Ungarn, den Vereinigten Staaten und im Vereinigten Königreich.